# دارا غولدستين
دارا غولدستين (بالإنجليزية: Darra Goldstein)‏ وُلدت في 18 أبريل عام 1951 ميلادية، تعمل أستاذ اللغة الروسية بكلية ويليامز للفنون الحرة بمقاطعة ماساتشوستس بالولايات المتحدة. قامت بتأليف عدة كتب للطهي حصلت على جوائز عالمية وأصبحت أحد أشهر علماء التغذية في العالم. تعمل الآن أيضًا كمحررة بمجلة الشفاء المتخصصة في فنون الطهي والطعام والتي تم تأسسيها عام 2016م. كما أنها أحد المحررين المؤسسين لجريدة الطعام والثقافة والتي حصلت على جائزة جيمس بيرد في عام 2012م حيث عملت كمحررة بهذه الجريدة بين عامي 2001 و 2012م. تم تكريمها مؤخرًا كزميل زائر مميز بمعهد جاكمان للعلوم الإنسانية بجامعة تورونتو، كما تم تكريمها أيضًا بزمالة جامعة ملبورن بأستراليا. تعتبر أيضًا أحد المحررين المؤسسين لسلسلة كتب دراسات كاليفورنيا للطعام والثقافة، كما أنها محررة قسم الطعام بمجلة الحياة الروسية. عملت أيضًا بعدد من برامج الطهي الدبلوماسية، وعملت كمبعوث ثقافي عن وزارة الخارجية الأمريكية لجمهورية جورجيا في عام 2013م، وشغلت منصب مستشار الطعام للمجلس الأوروبي بين عامي 2002 إلى 2005م مع بعض المشاريع المطبخية الأخرى الخاصة بالاتحاد الأوروبي والوكالة الأمريكية للتنمية الدولية. وعملت أيضًا كمتحدث رسمي باسم شركة ستولي الروسية للفودكا بالولايات المتحدة بين عامي 1984 و 1985م. كما كانت تقدم أيضًا بعض الاستشارات لمطعم فايربيرد ومطعم غرفة الشاي الروسي الشهير بنيويورك.

## حياتها الشخصية
تقيم غولدستين بويليامزتاون بولاية ماساتشوستس مع زوجها دين كروفورد الكاتب وأستاذ اللغة الإنجليزية بكلية فاسار للفنون الحرة، ولديهم ابنة واحدة تدعى ليلى. نشأت غولدستين بمدينة بيتسبرغ بولاية بنسلفانيا وكان يعمل والدها كيميائي متخصص بالكيمياء العضوية وعلوم الأخشاب والورق. أحبت الطهي من صغر سنها حيث تأثرت بوالدتها البارعة في الطهي والتي فازت بعدد من المسابقات الخاصة بالطبخ. درست غولدستين اللغة الروسية والألمانية والفرنسية بكلية فاسار وتخرجت منها عام 1973م.